# ميهاي نيشيتا
ميهاي نيشيتا هو رسام روماني، ولد في 5 فبراير 1949.
درس الفنون التشكيلية في أكاديمية الفنون في ياش وتاريخ الفنون في أكاديمية نيكولاي غريغوريسكو للفنون في بوخارست، كان من بين أساتذته: دان حاتمانو وديمتري جافريليان وفيكتور ميهايليسكو كرايو، يعمل منذ عام 1977 كمدرس لتاريخ الرسم والفن في تارغو أوكنا، باكاو.

## التأثيرات
يمكن تعريف فن ميهاي نيتشيتا على أنه مزيج متناسق من السريالية والفكاهة والمشاعر العميقة.
منذ الطفولة أبدى الرسام ميهاي نيتشيتا بوركوليت اهتمامًا كبيرًا بالمناظر الطبيعية والمناطق المحيطة بقريته التي ولد فيها والتي يمكن ملاحظة ألوانها وأشكالها حتى في لوحاته اللاحقة، كانت أهم فترة زمنية من وجهة نظر التطور الفني هي السنوات التي قضاها بجانب الرسام فيكتور ميهايليسكو كرايو.

التقنية التي يستخدمها هي أسلوب الزيت الكلاسيكي على القماش، يتبع الانسجام التركيبي وتناغم الألوان قواعد التكوين الكلاسيكي.